# Stefano Zanini
Stefano Zanini (Varese, 23 gennaio 1969) è un dirigente sportivo ed ex ciclista su strada italiano.
Professionista dal 1991 al 2007, in carriera ha vinto Amstel Gold Race, Parigi-Bruxelles, due tappe al Giro d'Italia e una al Tour de France. Si è aggiudicato anche la classifica intergiro al Giro. Dal 2013 è direttore sportivo all'Astana.

## Carriera
Professionista dal 1991, ha corso per l'Italbonifica-Navigare dal 1991 al 1994 (squadra rinominata in Navigare-Blue Storm nel 1993 e 1994), con la Gewiss nel 1995 e 1996, con la Mapei dal 1997 al 2002, con la Saeco nel 2003, con la Quick Step nel 2004 e 2005, con la Liquigas nel 2006 e con la Predictor-Lotto nel 2007.
È stato un buon velocista capace di vincere sia sul traguardo finale di Milano al Giro d'Italia sia su quello di Parigi del Tour de France. È stato anche il primo italiano a vincere la prestigiosa Amstel Gold Race. Nel 1996 ha vestito per un giorno la maglia rosa e nel 2005 ha conquistato la classifica intergiro al Giro d'Italia. Nel 1998 ha inoltre partecipato con la Nazionale italiana al Campionato del mondo di Valkenburg contribuendo alla medaglia di bronzo di Michele Bartoli. In diciassette anni da professionista ha vinto trenta corse su strada.
Alla fine del 2007 conclude la propria carriera e accetta l'offerta della sua ultima squadra per diventarne Direttore sportivo. Nel 2013 diventa direttore sportivo all'Astana affiancando Giuseppe Martinelli.

## Palmarès
- 1987 (Juniores)

Classifica generale Giro della Lunigiana
- 1988 (dilettanti)

Gran Premio Somma
- 1989 (dilettanti)

Coppa Collecchio
- 1992 (Italbonifica, tre vittorie)

7ª tappa Volta a Portugal (Évora > Portalegre)
5ª tappa Giro di Puglia (Monteiasi > Martina Franca)
Coppa Sabatini
- 1994 (Navigare, tre vittorie)

Giro dell'Etna
5ª tappa Tirreno-Adriatico (Bolgheri > Castiglion Fiorentino)
22ª tappa Giro d'Italia (Torino > Milano)
- 1995 (Gewiss, tre vittorie)

7ª tappa Tirreno-Adriatico (Monte Urano > Torre San Patrizio)
Coppa Bernocchi
Milano-Torino
- 1996 (Gewiss, tre vittorie)

5ª tappa, 1ª semitappa Setmana Catalana (Gurb > Sant Cugat del Vallès)
3ª tappa Vuelta al País Vasco (Galdakao > Vitoria)
Amstel Gold Race
- 1997 (Mapei, tre vittorie)

3ª tappa Vuelta al País Vasco (Viana > Vitoria)
5ª tappa Vuelta al País Vasco (Sopuerta > Mondragón)
Gran Premio Bruno Beghelli
- 1998 (Mapei, tre vittorie)

3ª tappa Driedaagse De Panne - Koksijde (De Panne > Koksijde)
Parigi-Bruxelles
Gran Premio Bruno Beghelli
- 1999 (Mapei, una vittoria)

5ª tappa Vuelta a la Comunidad Valenciana (Calp > Benidorm)
- 2000 (Mapei, tre vittorie)

3ª tappa Vuelta al País Vasco (Trapagaran > Vitoria)
10ª tappa Tour de Suisse (Herisau > Baden)
21ª tappa Tour de France (Parigi > Parigi/Champs Elysées)
- 2001 (Mapei, quattro vittorie)

2ª tappa Giro della Riviera Ligure di Ponente (Genova > Genova)
2ª tappa Vuelta al País Vasco (Asteasu > Mungia)
1ª tappa Tour of Slovenia (Čatež > Beltinci)
7ª tappa Giro d'Italia (Rieti > Montevarchi)
- 2002 (Mapei, una vittoria)

1ª tappa Driedaagse De Panne - Koksijde (Mouscron > Zottegem)
- 2003 (Saeco, una vittoria)

Wachovia USPro Championship
- 2004 (Quick Step, una vittoria)

1ª tappa Tour of Britain (Manchester > Manchester)

### Altri successi
- 2000 (Mapei)

Lindwurm Kriterium (Klagenfurt)
Omloop Mandel-Leie-Schelde (Meulebeke)
- 2002 (Mapei)

Classifica a punti Driedaagse De Panne - Koksijde
Classifica sprint Driedaagse De Panne - Koksijde
- 2005 (Quick Step)

Classifica intergiro Giro d'Italia

## Piazzamenti

### Grandi giri
- Giro d'Italia

1991: 104º
1992: 102º
1993: non partito (15ª tappa)
1994: 48º
1996: ritirato (10ª tappa)
2001: 93º
2005: 111º
2007: 134º
- Tour de France

1996: ritirato (4ª tappa)
1998: 73º
2000: 80º
2001: ritirato (7ª tappa)
2003: ritirato (9ª tappa)
2004: 126º
2005: ritirato (11ª tappa)
- Vuelta a España

1993: 91º
1995: ritirato (8ª tappa)
1996: 64º
1997: ritirato (7ª tappa)
1999: ritirato (10ª tappa)

### Classiche monumento
- Milano-Sanremo

1992: 15º
1993: 76º
1994: 4º
1995: 3º
1996: 5º
1998: 4º
1999: 44º
2000: 172º
2001: 121º
2002: 71º
2003: 87º
2004: 108º
2006: ritirato
- Giro delle Fiandre

1994: 69º
1995: 11º
1996: 65º
1998: 2º
1999: 64º
2000: 39º
2001: 40º
2002: 15º
2003: 20º
2004: 49º
2006: 102º
- Parigi-Roubaix

1995: 20º
1996: 4º
1997: 11º
1998: fuori tempo massimo
1999: 13º
2000: 5º
2001: ritirato
2002: ritirato
2003: ritirato
2004: 69º
2006: 108º
- Liegi-Bastogne-Liegi

1996: 23º
1997: ritirato
1998: 18º
2003: ritirato
- Giro di Lombardia

1993: 17º
1994: 23º
1995: 5º
1996: 14º
1998: ritirato
2003: ritirato
2007: ritirato

### Competizioni mondiali
- Campionati del mondo

Valkenburg 1998 - In linea Elite: ritirato

## Riconoscimenti
- Premio alla carriera dell'Associazione Nazionale Ex Corridori Ciclisti nel 2008